# Ingvar Pettersson
Albin Henrik Ingvar Pettersson, född 19 januari 1926 i Rådmansö församling i Stockholms län, död 2 juli 1996 i Ockelbo, var en svensk gångare. Han blev olympisk bronsmedaljör på 50 km i Tokyo 1964.